# Stugubergstjärnarna
Stugubergstjärnarna är en sjö i Härjedalens kommun i Hälsingland och ingår i Ljusnans huvudavrinningsområde.